# 영장전담판사
영장전담판사는 사건이 법원에 넘어와 재판이 시작되기 전, 경찰이나 검찰의 수사 단계에서 구속·압수수색·체포 등을 하게 할 지 여부를 결정하는 역할을 하는 판사다.
1997년 영장실질심사제도가 도입되며 대법원 예규는 각급법원에 영장전담판사를 1인 이상 지정하도록 하고 있다. 1997년 이전에도 영장을 법원이 발부하는 건 마찬가지였지만, 서류만을 보고 발부 여부 결정하다보니 너무 쉽게 영장을 내줘 구속이 남발된다는 비판이 나왔다. 이때문에 판사가 직접 피의자를 보고 결정하도록 한 것이 2023년 올해로 26년차가 됐다.
대부분의 지방법원에는 2명의 영장전담판사가 있지만, 서울중앙지법에는 3명이 있다. 처음에는 서울중앙지법도 1명으로 시작했지만, 사건이 가장 많은 국내 최대 법원이다보니 2008년부터 3명으로 늘렸고 지금까지 이어지고 있다.
영장전담판사는 밤샐 일이 많아 힘든 자리이면서, 동시에 요직에 승진하기 전 거쳐가는 자리로도 알려져 있다. 구속영장의 경우 피의자가 법원에 오는 때로부터 24시간 이내에 법원이 발부 여부를 결정해야 하기 때문에 영장전담판사들은 영장실질심사를 한 날 밤 늦게 혹은 다음날 새벽에 구속 여부결과를 내게 된다.

## 법원의 영장 청구
법원은 기본적으로 수사기관으로부터 청구를 받아 영장을 발부받는 심사를 실시하는 기관이며 심사는 판사가 한다. 심사를 한 결과, 법률상의 조건이 모두 인정된다고 판단이 되면 그때 영장을 발부하게 된다. 영장 청구는 평일 낮에 주로 이루어지지만, 평일 밤이나 주말, 공휴일에도 청구가 가능한데, 이는 언제 일어날지 모르는 범죄를 상대로 수사기관은 수사를 하고 있기 때문에 밤과 공휴일, 주말에 영장이 필요한 것은 당연하다. 때문에 법원도 야간, 공휴일, 주말 영장청구(당직업무)에 대응할 수 있는 여건을 갖추고 있다.
이에 당직 업무 담당자의 경우 판사가 교대로 근무를 담당하는데 일년에 몇 번 정도, 당번이 돌아온다고 한다. 당직 업무의 당번일은 저녁부터 다음날 주간업무개시까지와 주말, 공휴일이며, 청사 안에 있는 당직실에서 대기하며, 영장 청구가 오면, 판사는 사건의 기록을 받아 심사를 하며, 조건이 갖추어져 있다고 판단되면 영장에 날인을 한다. 경우에 따라서 새벽 2시에 일어나 영장 심사를 하는 것도 흔한 일이며, 하루에 두 번 다른 영장 심사를 하는 경우도 있다고 한다.
판사에게 당직업무를 포함한 영장 사건의 어려움은 당직인원은 1명이서 짧은 시간 안에 판단을 해야 한다는 것이다. 다시 말해서 혼자서 영장을 발부하기 때문에 부담이 크며, 짧은 시간 안에 결정을 내려야 할 필요성에 대해서는 수사를 함에 있어서 긴급함이 요구되기 때문에, 야간, 주말, 공휴일이라도 영장을 청구하러 오는 경우가 많다는 것이다. 가급적 필요하거나 중요한 수사라면 법원도 신속하게 영장을 발부하여 수사를 실시하는 것이 바람직하기 때문에 판사의 영장심사는 신속하게 진행되어야 한다는 것이다.
이러한 당직 업무는 정신적 육체적으로도 힘들 때가 있지만, 판사가 왜 영장심사를 하게 되었는가 하면, 수사 대상에 대한 부당한 부담을 받지 않도록 하기 위해서라며, 이는 섣부른 잘못된 판단으로 구속하면 안 되는 사람을 구속하면 안 되기 때문이라는 사명감에서 비롯된다고 한다.

## 영장전담판사의 지정
우선 형사재판 업무를 일정 기간 이상 해본 사람이어야 하며, 아무리 실력이 뛰어나도 민사나 행정, 가사사건을 오래한 판사라면 영장업무를 맡을 수가 없다. 유무죄 여부에 대한 판단이나 유죄판단이 내려졌을 경우 예측가능한 양형판단이 익숙해야 하기 때문이다. 1심에서 유죄가 선고될 경우 중형이 예상된다면 구속영장 발부 사유가 된다. 근무평정에서 ‘무난하다’는 평가를 받아야 하는 점도 필수적 고려요소다. 너무 튀는 판결을 했었거나, 판결기준이 일관적이지 못한 경우, 기준은 일관적인데 너무 한쪽으로 치우친 판결을 했던 판사들은 영장업무 배제대상이다.
- 인신구속사무의 처리에 관한 예규(재형 2003-4) 제6조에 따르면, 영장전담판사는 경력이 풍부한 판사 중에서 1인 이상 지정되어야 하고, 영장전담판사의 사무분담기간은 최소한 6개월로 하나, 구속영장 청구사건의 수, 판사의 수 및 사무분담상의 곤란 등으로 인하여 지정할 수 없는 특별한 사정이 있는 경우에는 이를 지정하지 않을 수 있고, 영장전담판사를 지정한 경우 지방법원 또는 지원의 장은 법원행정처장(참조 사법정책실장)에게 보고하여야 한다. 영장전담판사를 3인 이상 지정하거나 전혀 지정하지 아니하는 경우에도 그 사유를 같은 방법으로 보고하여야 한다. (제요1 285)

## 담당업무

### 구속영장 청구사건
- 지정된 영장전담판사는 다음에 해당하는 업무를 처리하는 것이 일반적이다(다만, 지방법원 또는 지원의 사정에 따라서는 일부 다르게 정할 수도 있을 것이다). (제요1 285, 286)

- 체포된 피의자(다른 사건으로 구금된 피의자를 포함한다)에 대하여 영장전담판사의 근무시간 중에 구속영장의 청구가 있는 경우

① 피의자심문 여부의 결정
② 피의자심문 결정을 한 경우 심문기일의 지정
③ 피의자심문을 하지 아니하기로 한 때에는 구속 여부의 재판 (제요1 286)
- 미체포 피의자에 대하여 근무시간 중에 구속영장의 청구가 있는 경우

① 피의자심문 여부의 결정
② 피의자심문 결정을 한 경우 피의자의 구인을 위한 구속영장의 발부 및 심문예정기일의 지정
③ 피의자심문을 하지 아니하기로 한 때에는 구속 여부의 재판 (제요1 286)
- 미체포 피의자가 근무시간 중에 구인(인치)된 경우 심문기일의 지정 (제요1 286)

- 영장전담판사 또는 당직판사가 피의자심문을 하기로 결정한 구속영장 청구사건 중 심문기일이 영장전담판사의 근무시간 중으로 지정된 사건의 피의자심문 및 구속 여부의 재판 (제요1 286)

- 피의자에게 변호인이 없는 경우 국선변호인의 선정 (제요1 286)

### 구속영장 청구사건 외 다른 업무
- 법원의 사정에 따라 영장전담판사는 구속영장 청구사건 처리 외의 다른 업무를 겸할 수 있으나, 이 경우에도 특별한 사정이 없는 한 피의자심문을 하는 데 장애가 되는 재판업무를 담당하게 하여서는 아니 된다. (제요1 285)

## 유명세
영장전담판사는 구속 결정권을 쥐고 있다는 점에서 중요한 자리이고, 그에 상응하는 유명세를 치르기도 한다. 강부영 판사(2017년 2월~2018년 2월 중앙지법 영장전담)는 박근혜 전 대통령에 대한 구속영장을 발부해 이름이 알려졌고 권순호 부장판사(같은 기간)는 앞서 두 차례 구속영장이 기각됐던 우병우 전 민정수석을 구속시켰다. 조의연 부장판사(2016년 2월~2017년 2월 중앙지법 영장전담)는 삼성전자 이재용 부회장의 구속영장을 기각해서, 한정석 부장판사(같은 기간 영장전담)는 그 이후 구속영장을 발부해서 포털 사이트 인기검색어에 이름을 올리기도 했다.